# A könyvek hercege
A könyvek hercege (耳をすませば; Mimi o szumaszeba; Hepburn: Mimi o sumaseba, ’szó szerint: Ha a fülemet (mimi o) hegyezném (szumaszeba)’; angol címén Whisper of the Heart, szó szerint: a szív suttogása) 1995-ben bemutatott japán animációs filmdráma, amit Kondó Josifumi rendezett és Mijazaki Hajao írt. A film alapjául Hiiragi Aoi 1989-es, azonos címet viselő mangája szolgált. A film főszereplőit Honna Jóko, Takahasi Isszei, Tacsibana Takasi, Muroi Sigeru, Cujugucsi Sigeru és Kobajasi Keidzsu adták hangjukat a filmhez. Ez volt a legelső olyan Studio Ghibli alkotás, melyet nem Mijazaki vagy Takahata Iszao rendezett.
A könyvek hercege Kondó egyetlen saját rendezésű filmje 1998-ban bekövetkezett halála előtt. A Studio Ghibli azt remélte, hogy Kondó méltó utódja lesz Mijazakinak és Takahatának.
2002-ben debütált a Macskák királysága című film a Báró főszereplésével, aki mellékszereplőként jelenik meg A könyvek hercegében.

## Cselekmény

Sizuku, Nisi és a Báró

Cukisima Sizuku 14 éves diáklány a Mukaihara nevű középiskolában, legjobb barátja Harada Júko. Tokióban él szüleivel, Aszakóval és Szeijával, valamint nővérével Sihóval. Sizuku könyvmoly és szeret írni. Egy átlagos estén átnézi könyvtári könyveinek kölcsönző-kártyáját, s felfedezi, hogy egy bizonyos Amaszava Szeidzsi mindet kikölcsönözte már előtte. Az elkövetkező napok során Sizuku többször is összefut egy fiúval, aki gyakran kihozza a sodrából. A fiúról később kiderül, hogy ő Szeidzsi.
Egy nap Sizuku megpillant egy macskát a vonaton, s elkezdi követni. Az állat egy antik bolthoz vezeti őt, melyet egy bizonyos Nisi Siró vezet. A boltban található egy macskaszobor, a Báró. Kiderül, hogy Szeidzsi Nisi unokája. Azt is megtudjuk, hogy Júko szerelmes Sizukuék osztálytársába, Szugimurába, aki viszont Sizukut szereti. A fiú ezt be is vallja a lánynak, aki azonban visszautasítja Szugimurát.
Az antik boltban Sizuku elénekli a „Take Me Home, Country Roads” című dalt saját japán fordításában Szeidzsi, Nisi, valamint annak két barátja közreműködésével. Sizukuból és Szeidzsiből barátok lesznek. Szeidzsi hegedűkészítést tanul, hogy álmát követve hangszerkészítő mester lehessen belőle. Nem sokkal Sizukuval való találkozása után Szeidzsi Cremonába, Olaszországba utazik egy két hónapos tanulmányútra. Sizuku elhatározza, hogy ő is próbára teszi tehetségét. Júkóval megbeszéli, hogy az elkövetkező két hónap során komolyan megpróbálkozik az írással. Megkérdezi Nisit, hogy írhat-e a Báróról, akinek valaha volt egy társa is, Louise, egy nőstény-macskaszobor.
Ahogy egyre több időt szentel az írásnak, Sizuku rágcsálnivalókon kezd élni, fenn marad hajnali 4:20-ig, és iskolai eredményei romlanak. Sizuku vitába bocsátkozik nővérével valamint szüleivel a jegyeivel kapcsolatban. Eközben Nisi azt álmodja, hogy elvesztett, fiatalkori szerelme meglátogatja őt. Ahogy az álom véget ér, Sizuku érkezik hozzá, aki befejezte történetét, és elhozta a kéziratot Nisinek. Miután Nisi elolvassa Sizuku írását, a lány könnyekben tör ki. A bácsi egy kis rámen levessel vigasztalja meg, s elmeséli Sizukunak, hogy első hegedűjének elkészítése után Szeidzsi is egy jó nagy adag ráment evett. Nisi felfedi Sizuku előtt, hogy ő és első szerelme, Louise Németországban tanultak, és egy kávézóban rábukkantak két macskaszoborra. Azonban a fiatalok és a macskaszobrok a két világháború során elszakadtak egymástól.
Nisi kocsival hazaviszi Sizukut, aki elhatározza, hogy felső középiskolába fog járni, hogy többet megtanulhasson az írás mesterségéről. A lány elmondja otthon az anyukájának, hogy saját maga próbára tételét egyelőre befejezte. A következő reggelen meglátja Szeidzsit a biciklijén, aki szintén eldöntötte, hogy elvégzi a középiskolát, mielőtt visszamegy Cremonába. A biciklin egy olyan helyre tekernek, ahol a megnézhetik a napfelkeltét. Amíg ott vannak, Szeidzsi szerelmet vall Sizukunak, és megkérdezi, hogy a jövőben hozzámenne-e feleségül. Sizuku boldogan igent mond.

## Szereplők

A Báró közelről

- Cukisima Sizuku (月島 雫; Hepburn: Tsukishima Shizuku?): 14 éves alsó középiskolás diák, aki imád olvasni.
- Amaszava Szeidzsi (天沢 聖司; Hepburn: Amasawa Seiji?): ugyanabba az iskolába jár, mint Cukisima Sizuku, jól tud hegedülni.
- Cukisima Aszako (月島 朝子; Hepburn: Tsukishima Asako?): Cukisima Sizuku és Siho édesanyja.
- Cukisima Szeija (月島 靖也; Hepburn: Tsukishima Seiya?): könyvtáros, valamint Cukisima Sizuku édesapja.
- Humbert von Gikkingen báró (フンベルト・フォン・ジッキンゲン男爵; Hepburn: Funberuto fon Jikkingen danshaku?): egy Németországból származó szobor, ami Nisi Siró tulajdonát képezi.
- Nisi Siró (西 司朗; Hepburn: Nishi Shirō?): egy helyi antik bolt tulajdonosa.
- Harada Júko (原田 夕子; Hepburn: Harada Yūko?): Sizuku barátja.
- Kószaka-szenszei (高坂先生; Hepburn: Kōsaka-sensei?): védőnő Sizuku iskolájában.
- Kinujo (絹代; Hepburn: Kinuyo?) és Nao (ナオ?): Sizuku barátai az iskolában.
- Szugimura (杉村; Hepburn: Sugimura?): Júko szerelme és Sizuku barátja.
- Cukisima Siho (月島 汐; Hepburn: Tsukishima Shiho?): Sizuku nővére, főiskolai hallgató.

### Szereposztás
| Szereplő | Japán hang                   | Angol hang            | Magyar hang                |
| --- | ---------------------------- | --------------------- | -------------------------- |
| Cukisima Sizuku | Honna Jóko                   | Brittany Snow         | Hermann Lilla              |
| Amaszava Szeidzsi | Takahasi Isszei              | David Gallagher       | Baráth István              |
| Cukisima Aszako | Muroi Sigeru                 | Jean Smart            | Solecki Janka              |
| Cukisima Szeija | Tacsibana Takasi             | James Sikking         | Kisfalusi Lehel            |
| Nisi Siró | Kobajasi Keidzsu             | Harold Gould          | Csuha Lajos                |
| Humbert von Gikkingen báró | Cujugucsi Sigeru             | Cary Elwes            | Dányi Krisztián            |
| Harada Juko | Kajama Maiko                 | Ashley Tisdale        | Pekár Adrienn              |
| Kószaka-szenszei | Takajama Majumi              | N/A                   | Bálint Adrienn             |
| Kinujo | Iizuka Majumi                | Mika Boorem           | N/A                        |
| Nao | Mai Csiba                    | Abigail Mavity        | N/A                        |
| Szugimura | Nakadzsima Josimi            | Martin Spanjers       | Czető Ádám                 |
| Cukisima Siho | Jamasita Jorie               | Courtney Thorne-Smith | Lamboni Anna               |
| Nisi zenész barátai | Szuzuki Tosio Inoue Naohisza | N/A                   | Kapácsy Miklós Fehér Péter |
| főcím, stáblista felolvasása | –                            | –                     | Endrédi Máté               |
| További magyar hangok |                              |                       |                            |
| Ács Balázs, Bácsfalvi Sára, Dömötör Dávid, Élő Balázs, Györfi Laura, Hám Bertalan, Honti Molnár Gábor, Kántor Zoltán, Kilin Bertalan, Lipcsey Bori, Martin Adél, Nagy Blanka, Nagy Gereben, Tóth Nikolett, Turóczi Izabella |                              |                       |                            |

## Megvalósítás

### Háttér
A könyvek hercege Hiiragi Aoi Mimi o szumaszeba című mangája alapján készült, amelyet a Shueisha kiadóhoz tartozó Ribon sódzso mangamagazin közölt folytatásokban 1989 augusztusa és novembere között, majd egyetlen tankóbon kötetben adtak ki 1990 februárjában. Hiiragi második mangáját, a Mimi o szumaszeba: Siavasze na dzsikant (Ha igazán figyelsz: Boldog idők) szintén folytatásokban közölte a Shueisha kiadó Ribon Original című újságja 1995-ben. A film adaptációhoz készült a Macskák királysága, amelyet később Hiiragi Aoi megírt manga formájában is Baron: Neko no dansaku (A macskabáró) címmel.

### Forgatás
A gyártás során a fantázia-képek hátterét Inoue Naohisza rajzolta, a bebörtönzött hegedűkészítő fametszetét pedig Mijazaki fia, Mijazai Keiszuke, profi vésnök készítette. A japán zenei duó Chage and Aska rövid klipje, az On Your Mark, melyet szintén a Studio Ghibli készített, A könyvek hercegével csaknem egy időben debütált.

### Zene
A film zenéjét Nomi Judzsi szerezte. A történet során Sizuku John Denver Take Me Home, Country Roads című számát lefordítja japánra iskolája kórusklubjának. A dal egy humoros változatát is elkészíti Concrete Road (Betonút) címmel, amely nyugat-tokiói szülővárosáról szól. A dalokat valójában Szuzuki Tosio producer lánya, Mamiko fordította le, és Mijazaki Hajao egészítette azokat ki. Ezek a dalok a történet számos pontján játszanak szerepet. A film elején Olivia Newton-John előadásában hallgathatjuk meg a számot. A dalt Sizuku japán hangja, Honna Jóko is elénekli.

## Megjelenések

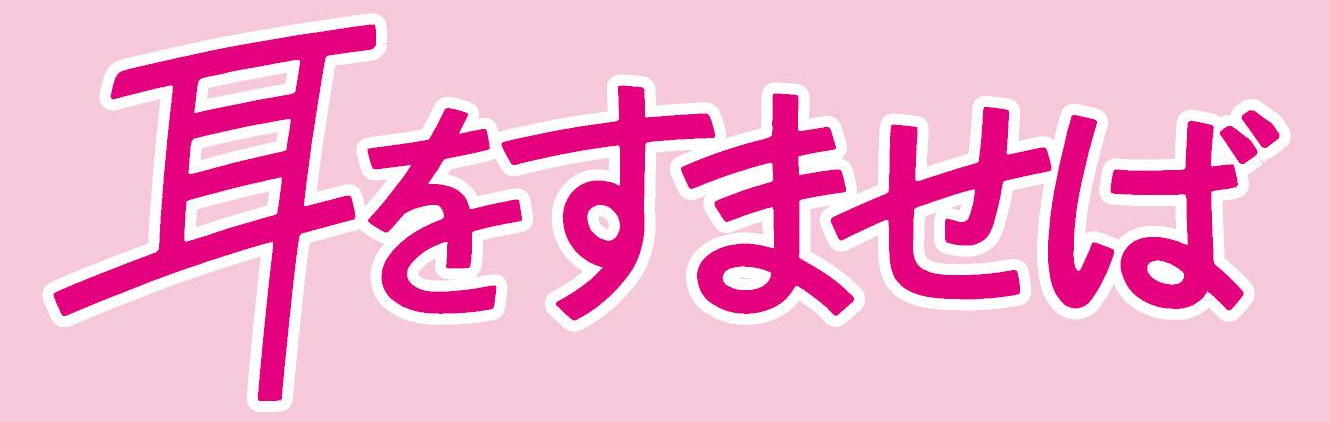
A könyvek hercege eredeti logója

A könyvek hercege volt az első japán film, amiben a Dolby Digital hangformátumot használták. Az angol szinkronos változat a Buena Vista Home Entertainment gondozásában jelent meg 2006. március 7-én. A Turner Classic Movies 2006. január 18-án a szinkronizált és a feliratos verziót is leadta Mijazaki születésnapjának tiszteletére, egy egész hónapos ünnepléssorozat keretében. Az angol cím, a Whisper of the Heart” (A szív hangja) a Studio Ghibli ötlete volt, s számos hivatalosan engedélyezett terméket adtak ki ezzel a névvel akkor, amikor a film a japán mozikba került. Az észak-amerikai Blu-ray változat 2012. május 22-én jelent meg, a Laputa – Az égi palota és az Arrietty – Elvitte a manó című filmekkel együtt.
Magyarországon a Best Hollywood adta ki a filmet DVD-n 2008. január 16-án, egy 12+1 részes Ghibli-sorozat tagjaként. Mivel a külföldi forgalmazó nem engedélyezte a film szinkronizálását, azért csak japán és angol sztereó hangsáv, illetve magyar és angol felirat került a lemezre. Televízióban a Digi Film vetítette immár magyar szinkronnal 2015. november 15-én.

## Fogadtatás
A könyvek hercege 1,85 milliárd jenes bevétellel a legjövedelmezőbb japán film volt 1995-ben a hazai piacon. Ezenkívül nagyon pozitív visszajelzéseket kapott a filmkritikusoktól. A Rotten Tomatoes filmkritikai oldal 16 kritika alapján 94%-os pozitív értékelési arányt és 7,59/10-es átlagpontot állapított meg az alkotás esetében. A Time Out munkatársai az 54. helyre sorolták a filmet a 100 legjobb animációs filmet tartalmazó listájukon. A Film4 televíziós csatorna pedig a 25 legjobb animációs filmet tartalmazó listáján a 21. helyre sorolta A könyvek hercegét. Az Anime News Networkön Michael Toole A- osztályzatot adott filmnek, amelyet egy szép és hangulatos mesének nevez a kamaszkori vágyakról és törekvésekről.
Mijazaki Hajao a film befejezésével kapcsolatban elmondta, hogy az ő ötlete volt, hogy Sizuku és Szeidzsi „tegyenek valamit”.

## Kapcsolódó média
A filmben Sizuku egy fantasy regényen dolgozik, melynek főszereplője a Báró, egy macskaszobor, akit a lány még korábban felfedez Nisi antik boltjában. 2002-ben a Studio Ghibli elkészítette a Macskák királysága című filmet, melyben a Báró a főszereplő. A filmet Morita Hirojuki rendezte.

## Fordítás
- Ez a szócikk részben vagy egészben  a   Whisper of the Heart című angol Wikipédia-szócikk ezen változatának fordításán alapul.  Az eredeti cikk szerkesztőit annak laptörténete sorolja fel. Ez a jelzés csupán a megfogalmazás eredetét és a szerzői jogokat jelzi, nem szolgál a cikkben szereplő információk forrásmegjelöléseként.